# 361 Dywizja Piechoty (III Rzesza)
361 Dywizja Piechoty (niem. 361. Infanterie-Division) – niemiecka dywizja z czasów II wojny światowej, sformowana w rejonie Kopenhagi na mocy rozkazu z 5 listopada 1943, w 21. fali mobilizacyjnej przez VI Okręg Wojskowy. 23 sierpnia 1944 r. została przekształcona w 361 Dywizję Grenadierów Ludowych (niem. 361. Volks-Grenadier-Division). W styczniu 1945 została wchłonięta przez 559 Dywizję Grenadierów Ludowych.

## Struktura organizacyjna
- Struktura organizacyjna w listopadzie 1943:

951., 952. i 953. pułk grenadierów, 361. pułk artylerii, 361. batalion pionierów, 361. dywizyjny batalion fizylierów, 361. oddział przeciwpancerny, 361. oddział łączności, 361. polowy batalion zapasowy;
- Struktura organizacyjna w  1944:

951., 952. i 953. pułk grenadierów, 361. pułk artylerii, 361. batalion pionierów, 361. dywizyjna kompania fizylierów, 361. oddział przeciwpancerny, 361. oddział łączności, 361. polowy batalion zapasowy;

## Dowódcy dywizji
- Generalleutnant Siegmund Freiherr von Schleinitz od 20 listopada 1943,
- Generalmajor Gerhard Lindemann od 30 maja 1944,
- Generalmajor Alfred Philippi od 1 września 1944;